# Martenshoek
Martenshoek es un pueblo en la provincia holandesa de Groningen. Está localizado en el municipio de Hoogezand-Sappemeer, aproximadamente 2 km al oeste de la ciudad de Hoogezand.